# Pionus sordidus
Il pappagallo beccocorallino (Pionus sordidus (Linnaeus, 1758)) è un uccello della famiglia degli Psittacidi.

## Descrizione
Ha taglia attorno ai 28 cm, colorazione generale verde, più scura nelle parti superiori, con una sfumatura giallognola in quelle inferiori, anello perioftalmico biancastro, iride gialla, becco corallo e zampe grigiastre. È tipicizzato dalla testa verde con sfumature azzurre, da un collare blu sulla gola e dal sottocoda rosso.

## Biologia
Nidifica a partire da settembre in alberi cavi, a circa 6-7 metri dal suolo. La femmina depone normalmente 3 uova che vengono incubate per 28 giorni. I giovani lasciano il nido entro la decima settimana dalla schiusa.

## Distribuzione e habitat
Ha un ampio areale che si estende in Bolivia, Colombia, Ecuador, Perù e Venezuela.
Il suo habitat è rappresentato dalle foreste di montagna, fino ai 2850 metri di quota.

## Tassonomia
È classificato in sei sottospecie:
- P. s. sordidus (Linnaeus, 1758) - sottospecie nominale, localizzata sulle montagne nel nord del Venezuela;
- P. s. antelius Todd, 1947 - localizzata sulle montagne nel nord-est del Venezuela;
- P. s. ponsi Aveledo & Ginés, 1950 - localizzata nel nord della Colombia fino al confine con il Venezuela;
- P. s. saturatus Todd, 1915 - localizzata nella Sierra Nevada, nel nord-est della Colombia;
- P. s. corallinus Bonaparte, 1854 - localizzata sulla cordigliera andina, dalla Colombia alla Bolivia;
- P. s. mindoensis Chapman, 1925 - localizzato in Ecuador.